# Joséphine Ki-Zerbo
 (décembre 2023).
Joséphine Ki-Zerbo (16 juin 1936 - 3 mars 2019) était une éducatrice et militante burkinabè. Elle était l'épouse de Joseph Ki-Zerbo.
En 1966, Joséphine Ki-Zerbo était directrice de l'École normale des filles. Elle a envoyé ses élèves rejoindre les manifestations contre le gouvernement de Maurice Yaméogo. Elle était l'une des leaders du Mouvement de libération nationale.
Après l'assignation à résidence de Joseph Ki Zerbo en octobre 1983, le couple s'exile en Côte d'Ivoire. En juillet 1985, un tribunal de Ouagadougou les condamne à deux ans de prison pour fraude fiscale et enrichissement illicite.Après l'assignation à résidence de Joseph Ki Zerbo en octobre 1983, le couple s'exile en Côte d'Ivoire. En juillet 1985, un tribunal de Ouagadougou les condamne à deux ans de prison pour fraude fiscale et enrichissement illicite.[source insuffisante]